# A Study in Scarlet (England, 1914)
A Study in Scarlet ist ein britischer Spielfilm von George Pearson aus dem Jahr 1914. Der Film lief auf sechs Filmrollen.

## Handlung
Holmes untersucht einen Mord in einem Mormonen-Treck von 1850.

## Hintergrund
Der Darsteller des Sherlock Holmes war James Bragington, der Buchhalter beim Produzenten Samuelson war und keinerlei Schauspielerfahrung hatte. Es blieb sein einziger Filmauftritt.

## Sonstiges
Ein Film desselben Namens wurde am folgenden Tag (29. Dezember 1914) veröffentlicht. Regie führte Francis Ford, der in diesem Film auch Sherlock Holmes darstellte, sein jüngerer Bruder John Ford spielte Dr. Watson.